# وليم غاردنر سميث
وليم غاردنر سميث (بالإنجليزية: William Gardner Smith)‏ (6 فبراير 1927، فيلادلفيا في الولايات المتحدة - 5 نوفمبر 1974 في فرنسا)؛ صحفي وروائي أمريكي.